# 가리맛조개
가리맛조개 또는 가리맛은 가리맛조개과에 딸린 바닷조개이다. 한반도·일본·중국 등지에 분포한다.
조가비는 원통 모양이고 길이 10cm, 높이 3cm, 폭 2.3cm 가량이다. 껍데기에 가는 윤맥이 많다. 산란기는 10~2월이고, 썰물 때에 노출되는 내만의 모래땅을 30~50cm 깊이로 수직으로 파고 산다. 맛살이라 하여 긴맛과 함께 먹는다.
중국과 다른 국가들에서 널리 양식되고 있으며 2008년 수확된 양은 742,084톤, 그 가치는 US$667,876,000이다.